# Football Club Goa 2015
Questa voce raccoglie le informazioni riguardanti il Goa nelle competizioni ufficiali della stagione 2015.

## Maglie e sponsor
Il fornitore tecnico per questa stagione è Adidas, mentre lo sponsor ufficiale è FC Prime Markets.
| Casa | Trasferta |

## Colori e simboli

### Colori
I colori della squadra sono l'arancione e il blu.

## Rosa
| N. |                      | Ruolo | Calciatore          |
| -- | -------------------- | ----- | ------------------- |
| 1  | India (bandiera)     | P     | Luis Barreto        |
| 2  | India (bandiera)     | D     | Debabrata Roy       |
| 3  | Brasile (bandiera)   | D     | Lúcio               |
| 4  | Brasile (bandiera)   | D     | Luciano Sabrosa     |
| 5  | India (bandiera)     | D     | Narayan Das         |
| 6  | India (bandiera)     | D     | Raju Gaikwad        |
| 7  | Brasile (bandiera)   | A     | Victor Simões       |
| 8  | India (bandiera)     | C     | Bikramjit Singh     |
| 9  | Scozia (bandiera)    | A     | Darryl Duffy        |
| 10 | Brasile (bandiera)   | D     | Léo Moura           |
| 11 | Brasile (bandiera)   | A     | Reinaldo            |
| 12 | India (bandiera)     | A     | Thongkhosiem Haokip |
| 13 | India (bandiera)     | C     | Denson Devadas      |
| 14 | India (bandiera)     | A     | Victorino Fernandes |
| 15 | Martinica (bandiera) | D     | Grégory Arnolin     |

| N. |                    | Ruolo | Calciatore          |
| -- | ------------------ | ----- | ------------------- |
| 16 | India (bandiera)   | D     | Nicolau Colaco      |
| 17 | India (bandiera)   | C     | Mandar Rao Desai    |
| 18 | India (bandiera)   | C     | Pronay Halder       |
| 19 | India (bandiera)   | C     | Romeo Fernandes     |
| 20 | Brasile (bandiera) | A     | Rafael Coelho       |
| 22 | Spagna (bandiera)  | C     | Jofre               |
| 23 | India (bandiera)   | D     | Keenan Almeida      |
| 25 | Nigeria (bandiera) | A     | Dudu Omagbemi       |
| 27 | India (bandiera)   | P     | Laxmikant Kattimani |
| 30 | India (bandiera)   | A     | Chinadorai Sabeeth  |
| 47 | Brasile (bandiera) | C     | Jonatan Lucca       |
| 71 | India (bandiera)   | A     | Joaquim Abranches   |
| 99 | Brasile (bandiera) | P     | Elinton Andrade     |
|    | India (bandiera)   | C     | Lester Fernandez    |

## Calciomercato
| Acquisti | Acquisti            | Acquisti                | Acquisti   |
| R.       | Nome                | da                      | Modalità   |
| -------- | ------------------- | ----------------------- | ---------- |
| P        | Luis Barreto        | East Bengal             | prestito   |
| P        | Laxmikant Kattimani | Dempo                   | prestito   |
| P        | Elinton Andrade     | Duque de Caxias         | svincolato |
| D        | Debabrata Roy       | Dempo                   | prestito   |
| D        | Lúcio               | Palmeiras               | svincolato |
| D        | Luciano Sabrosa     | Pune                    | definitivo |
| D        | Narayan Das         | Dempo                   | prestito   |
| D        | Raju Gaikwad        | Mohun Bagan             | prestito   |
| D        | Léo Moura           | Ft. Lauderdale Strikers | svincolato |
| D        | Grégory Arnolin     |                         |            |
| D        | Nicolau Colaco      |                         |            |
| D        | Keenan Almeida      | Goa                     | prestito   |
| C        | Lester Fernandez    | Atlético de Kolkata     | definitivo |
| C        | Bikramjit Singh     | Mohun Bagan             | prestito   |
| C        | Denson Devadas      | Chennaiyin              | definitivo |
| C        | Mandar Rao Desai    | Dempo                   | prestito   |
| C        | Pronay Halder       | Dempo                   | prestito   |
| C        | Romeo Fernandes     | Dempo                   | prestito   |
| C        | Jofre               | Atlético de Kolkata     | definitivo |
| C        | Jonatan Lucca       | Athl. Paranaense        | prestito   |
| A        | Joaquim Abranches   | East Bengal             | prestito   |
| A        | Chinadorai Sabeeth  | East Bengal             | prestito   |
| A        | Victorino Fernandes | Goa                     | prestito   |
| A        | Thongkhosiem Haokip | Pune                    | prestito   |
| A        | Darryl Duffy        | Salgaocar               | prestito   |
| A        | Reinaldo            | Suwon Bluewings         | definitivo |
| A        | Victor Simões       | Umm-Salal               | svincolato |

| Cessioni | Cessioni | Cessioni | Cessioni |
| R.       | Nome     | a        | Modalità |
| -------- | -------- | -------- | -------- |

### A stagione in corso
| Acquisti | Acquisti      | Acquisti    | Acquisti   |
| R.       | Nome          | da          | Modalità   |
| -------- | ------------- | ----------- | ---------- |
| A        | Rafael Coelho | Buriram Utd | definitivo |
| A        | Dudu Omagbemi | Mohun Bagan | prestito   |

| Cessioni | Cessioni      | Cessioni  | Cessioni      |
| R.       | Nome          | a         | Modalità      |
| -------- | ------------- | --------- | ------------- |
| A        | Victor Simões |           | svincolato    |
| A        | Darryl Duffy  | Salgaocar | fine prestito |

## Risultati

### Indian Super League
| Margao 4 ottobre 2015, ore 19:00 UTC+5:30 1ª giornata                  | FC Goa    | 2 – 0 referto | Delhi Dynamos | Fatorda Stadium (18 013 spett.) |
| \| \| \| \| \| Chakraborty 3’ (A.g.) Reinaldo 45+3’ \| Marcatori \| \| |           |               |               |                                 |
|                                                                        |           |               |               |                                 |
| Chakraborty 3’ (A.g.) Reinaldo 45+3’                                   | Marcatori |               |               |                                 |

| Arbitro: | Santosh Kumar |

|             |           |                 |
| Almeida 81’ | Marcatori | 13’ Arata Izumi |

| Margao 11 ottobre 2015, ore 19:00 UTC+5:30 3ª giornata                   | FC Goa    | 0 – 4 referto                          | Chennaiyin | Fatorda Stadium (18 888 spett.) |
| \| \| \| \| \| \| Marcatori \| 10’, 63’, 75’ Stiven Mendoza 43’ Elano \| |           |                                        |            |                                 |
|                                                                          |           |                                        |            |                                 |
|                                                                          | Marcatori | 10’, 63’, 75’ Stiven Mendoza 43’ Elano |            |                                 |

| Guwahati 15 ottobre 2015, ore 19:00 UTC+5:30 4ª giornata                      | NorthEast Utd | 1 – 3 referto                    | FC Goa | Indira Gandhi Athletic Stadium (30 319 spett.) |
| \| \| \| \| \| Dadzie 12’ \| Marcatori \| 20’ Lucca 30’ Reinaldo 70’ Desai \| |               |                                  |        |                                                |
|                                                                               |               |                                  |        |                                                |
| Dadzie 12’                                                                    | Marcatori     | 20’ Lucca 30’ Reinaldo 70’ Desai |        |                                                |

| Margao 22 ottobre 2015, ore 19:00 UTC+5:30 5ª giornata                                  | FC Goa    | 2 – 1 referto     | Kerala Blasters | Fatorda Stadium (18 927 spett.) |
| \| \| \| \| \| Léo Moura 45+2’ Grégory Arnolin 83’ \| Marcatori \| 24’ Mohammed Rafi \| |           |                   |                 |                                 |
|                                                                                         |           |                   |                 |                                 |
| Léo Moura 45+2’ Grégory Arnolin 83’                                                     | Marcatori | 24’ Mohammed Rafi |                 |                                 |

| Mumbai 25 ottobre 2015, ore 19:00 UTC+5:30 6ª giornata                            | Mumbai City | 2 – 0 referto | FC Goa | DY Patil Stadium (23 043 spett.) |
| \| \| \| \| \| Sunil Chhetri 33’ (Rig.) Frédéric Piquionne 48’ \| Marcatori \| \| |             |               |        |                                  |
|                                                                                   |             |               |        |                                  |
| Sunil Chhetri 33’ (Rig.) Frédéric Piquionne 48’                                   | Marcatori   |               |        |                                  |

| Arbitro: | Singh R. |

|                          |           |                       |
| Roger Johnson 47’ (A.g.) | Marcatori | 64’ Eugeneson Lyngdoh |

| Arbitro: | Kumar S. |

|  |           |                                               |
|  | Marcatori | 64’ (Rig.) Léo Moura 78’ (Rig.) Jonatan Lucca |

| Arbitro: | Gamini R. |

|                                       |           |                                     |
| Eugeneson Lyngdoh 32’ Adrian Mutu 90’ | Marcatori | 35’ Rafael Coelho 44’ Jonatan Lucca |

| Arbitro: | Tan Hai |

|                                                                                        |           |  |
| T. Haokip 34’, 52’ Dudu Omagbemi 42’, 64’ Dudu Omagbemi 67’ T. Haokip 79’ Reinaldo 90’ | Marcatori |  |

| Arbitro: | Dilan Perera |

|                                           |           |  |
| Doutie 20’, 78’ Borja 22’ Hume 68’ (rig.) | Marcatori |  |

| Arbitro: | Srikrishna C. |

|              |           |                  |
| Reinaldo 80’ | Marcatori | 56’ Victor Mendy |

| Arbitro: | Dilan H. P. |

|          |           |                                                       |
| Pulga 2’ | Marcatori | 12’ Jofre 29’, 50’, 61’ Reinaldo 64’ Mandar Rao Desai |

| Arbitro: | Irmatov R. |

|                                   |           |                                    |
| Serginho Greene 31’ Adil Nabi 40’ | Marcatori | 68’, 69’ Romeo Fernandes 90’ Jofre |

#### Play-off

##### Semifinali
| Arbitro: | Yamamoto Y. |

|                 |           |  |
| Robin Singh 42’ | Marcatori |  |

| Arbitro: | Banerjee P. |

|                                               |           |  |
| Jofre 12’ Rafael Coelho 27’ Dudu Omagbemi 80’ | Marcatori |  |

##### Finale
| Arbitro: | Yamamoto Y. |

|                                   |           |                                                                         |
| Thongkhosiem Haokip 58’ Jofre 87’ | Marcatori | 54’ Bruno Pelissari 90’ (A.g.) Laxmikant Kattimani 90+1’ Stiven Mendoza |

### Andamento in campionato
| Giornata  | 1 | 2 | 3 | 4 | 5 | 6 | 7 | 8 | 9 | 10 | 11 | 12 | 13 | 14 |
| --------- | - | - | - | - | - | - | - | - | - | -- | -- | -- | -- | -- |
| Luogo     | C | C | C | T | C | T | C | T | T | C  | T  | C  | T  | T  |
| Risultato | V | N | P | V | V | P | N | V | N | V  | P  | N  | V  | V  |
| Posizione | 3 | 2 | 5 | 4 | 1 | 3 | 3 | 1 | 1 | 1  | 1  | 3  | 2  | 1  |

Legenda:

Luogo: C = Casa; T = Trasferta. Risultato: V = Vittoria; N = Pareggio; P = Sconfitta.